# تشريح الرأس والعنق
تصف هذه المقالة تشريح الرأس والعنق في الجسم البشريّ، متضمِّنةً المواضيع الآتية: العظام والعضلات والأوعية الدمويّة والأعصاب والدماغ والغدد والأنف الفم والأسنان واللسان والحلق.

## الجهاز الهيكليّ العضليّ
يتوضّع الرأس فوق القسم العلويّ من العمود الفقريّ من خلال ارتباط الجمجمة بالفقرة الرقبيّة الأولى (التي تُعرف باسم الأطلس). يُشكِّلُ الجزء الهيكليّ من الرأس والعنق القطعة العلويّة من الهيكل المحوريّ ويتكوّن من الجمجمة والعظم اللاميّ وعُظيمات السمع والفقرات الرقبيّة من العمود الفقريّ، وتُقسم بدورها الجمجمة إلى:
- القحف (8 عظام): جبهيّ وجداريَّان وقذاليّ وصدغيّان ووتديّ وغرباليّ
- العظام الوجهيّة (14 عظم): وجنيّان وفكيّان علويّان وحنكيّان وأنفيّان ودمعيّان وعظم الميكعة المفرد وقرينان سفليّان وعظم الفكّ السفليّ المفرد.

و بتطوُّر الجنين، تتشكَّلُ العظام الوجهيّة عادةً بأزواج ومن ثُمَّ تلتحم معاً. وبالتحام القحف تتشكَّل الدروز وتُمثِّل أماكن الالتحام بين صفائح العظام المختلفة.
في حديث الولادة تُشكّل مناطق الوصل بين العظام الجبهيّ والجداريّان اليافوخ الأماميّ (الجبهيّ) وتشكِّل مناطق الوصل بين العظام الجداريّان والقذالي اليافوخ الخلفيّ (الظهريّ)، أو تُدعى بالبقعة اللينة. تساعد مناطق الانفصال بين صفائح عظام القحف (بما فيها اليوافيخ) بمرور رأس الجنين من الحوض عبر المهبل. يمكن أن تتداخل العظام الجداريّان والقذاليّ ببعضها البعض أثناء مرورها من المهبل وتُشكّل مظهر غير اعياديّ وهو مظهر «الرأس المخروطيّ» وذلك في حالات الولادة الطبيعيّة أو المهبليّة.
يتمفصل العظم القذاليّ مع الفقرة الرقبيّة الأولى (الأطلس) بالقرب من الثقبة العُظمى، وبدوره يتمفصل الأطلس مع اللقمة القذاليّة في الأعلى ومع الفقرة الرقبيّة الثانية (المحور) من الأسفل. يمر الحبل الشوكيّ من خلال الثقبة العُظمى استمراراً للجهاز العصبيّ المركزيّ في الجمجمة. تمنح مفاصل الرقبة حركات: العطف والانبساط (كما هو الحال في الإيماء بـ«نعم» بالرأس) بالإضافة إلى الدوران (كما هو الحال في الإيماء بـ«لا» بالرأس).
| المجموعة              | الاسم                                | التعصيب                                             | الوظيفة                                        |
| عضلات الوجه التعبيرية | عضلة الفروة: الجبهية والقذالية       | العصب الوجهي                                        | الحاجبان والفروة                               |
| عضلات الوجه التعبيرية | عضلة الفم الدائرية                   | العصب الوجهي                                        | تغلق الشفين                                    |
| عضلات الوجه التعبيرية | الوجنية الكبرى                       | العصب الوجهي                                        | الابتسام                                       |
| عضلات الوجه التعبيرية | الوجنية الصغرى                       | العصب الوجهي                                        | الابتسام                                       |
| عضلات الوجه التعبيرية | رافعة الشفة العلوية                  | العصب الوجهي                                        | الشفة العلوية                                  |
| عضلات الوجه التعبيرية | رافعة الشفة العلوية وجناح الأنف      | العصب الوجهي                                        | الشفة العلوية                                  |
| عضلات الوجه التعبيرية | خافضة الشفة السفلية                  | العصب الوجهي                                        | الفة السفلية                                   |
| عضلات الوجه التعبيرية | خافضة زاوية الفم                     | العصب الوجهي                                        | العبوس                                         |
| عضلات الوجه التعبيرية | الباطحة                              | العصب الوجهي                                        | العبوس (خلال الخوف أو الصدمة)                  |
| عضلات الوجه التعبيرية | المبوقة                              | العصب الوجهي                                        | الخدين                                         |
| عضلات الوجه التعبيرية | الذقنية                              | العصب الوجهي                                        | الذقن                                          |
| عضلات الوجه التعبيرية | الجِلْدِيَّةُ لِلعُنُق أو المُبَطَّحَة             | العصب الوجهي                                        | العبوس                                         |
| عضلات الوجه التعبيرية | ضحكيّة                                | العصب الوجهي                                        | زاوية الفم                                     |
| عضلات الوجه التعبيرية | الدويرية العينية                     | العصب الوجهي                                        | تغلق العين                                     |
| عضلات الوجه التعبيرية | الأنفية                              | العصب الوجهي                                        | توسيع المنخرين                                 |
| عضلات الوجه التعبيرية | المُغضِّنة للحاجب                       | العصب الوجهي                                        | حاجب العين                                     |
| عضلات الوجه التعبيرية | رافعة الجفن العلوي                   | العصب المحرك للعين                                  | الجفن العلوي                                   |
| المضغ –الفك السفلي    | الماضغة                              | العصب ثلاثي التوائم                                 | إغلاق ومد الفك السفلي                          |
| المضغ –الفك السفلي    | الصدغية                              | العصب ثلاثي التوائم                                 | الرفع والتحكُّم جانباً إلى جانب بحركةا لفك السفلي |
| المضغ –الفك السفلي    | الجناحية الأنسية                     | العصب ثلاثي التوائم                                 | ترفع الفك السفلي،                              |
| المضغ –الفك السفلي    | الجناحية الوحشية                     | العصب ثلاثي التوائم                                 | مد الفك السفليّ، وفتح الفم                      |
| اللسان – خارجية       | الذقنية اللسانية                     | العصب تحت اللسان                                    | المد                                           |
| اللسان – خارجية       | الإبرية اللسانية                     | العصب تحت اللسان                                    | الرفع والتراجع                                 |
| اللسان – خارجية       | اللامية اللسانية                     | العصب تحت اللسان                                    | تخفض اللسان                                    |
| اللسان – خارجية       | الحنكية اللسانية                     | الضفيرة البلعوميّة، والفرع البلعوميّ من العصب المبهم  | ترفع اللسان أثناء البلع                        |
| أرضية جوف الفم        | ذات البطنين                          | العصب ثلاثي التوائم والعصب الوجهي                   | حركة العظم اللاميّ والفك السفليّ                 |
| أرضية جوف الفم        | الإبرية اللامية                      | العصب الوجهي                                        | ترفع العظم اللاميّ                              |
| أرضية جوف الفم        | الضرسية اللامية                      | ثلاثي التوائم                                       | حركة العظم اللاميّ والفك السفليّ                 |
| أرضية جوف الفم        | الذقنية اللامية                      | العصب الرقبيّ C1                                     | حركة العظم اللاميّ واللسان والفك السفليّ         |
| تحريك الرأس           | القصية الترقوية الخشائية (القترائية) | العصب الإضافي                                       | الإيماء والتدوير                               |
| تحريك الرأس           | نصف الشوكية                          | الفروع الظهرية من الأعصاب الرقبيّة                   | بسط الرأس، وتدعم دورانه                        |
| تحريك الرأس           | الطاحلة الرأسية                      | الفروع الظهرية من الأعصاب الرقبيّة المتوسطة والسفلية | بسط الرأس، وتدعم دورانه                        |
| تحريك الرأس           | الطولى الرأسية                       | الفروع الظهرية من الأعصاب الرقبيّة المتوسطة والسفلية | بسط الرأس، وتدعم دورانه                        |
| تحريك الرأس           | المستقيمة الرأسية الخلفية الكبرى     | العصب تحت القذالي C-1                               | بسط الرأس                                      |
| تحريك الرأس           | المستقيمة الرأسية الخلفية الصغرى     | العصب تحت القذالي C-1                               | بسط الرأس                                      |

## جهاز الدوران

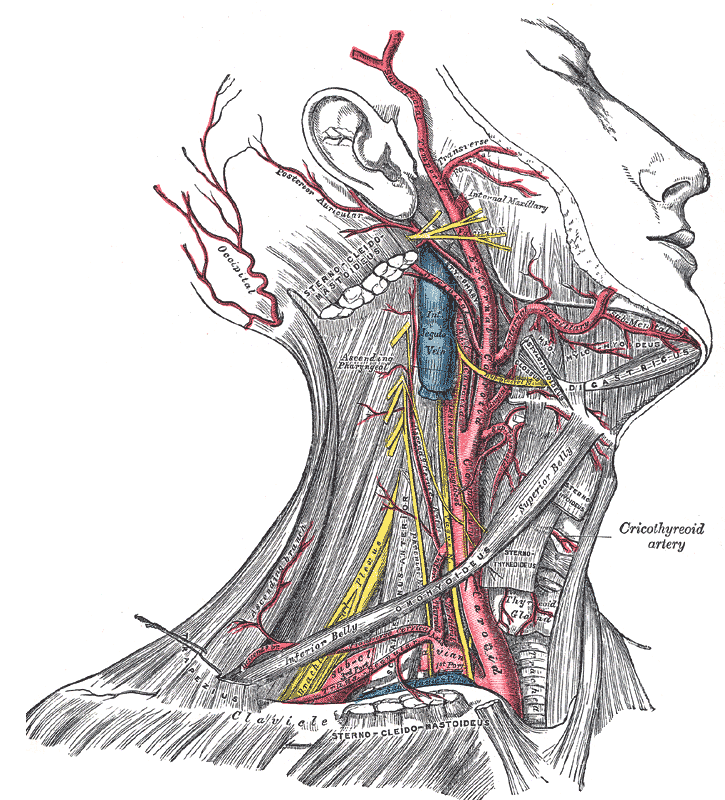
رسم لتشريح الجانب الأيمن من العنق، تظهر الشريان العضدي الرأسي و الشريان السباتي المشترك الأيمن و فروعهما

يدور الدم من العروة الجهازية العلوية عند قوس الأبهر، وتتضمن: الشريان العضدي الرأسي والشريان السباتي المشترك الأيسر والشريان تحت الترقوة الأيسر. يتم إعادة الدم من الرأس والعنق عبر الوريد تحت الترقوة والوريد الوداجيّ.

### التروية الدموية
الجذع أو الشريان العضدي الرأسي أول وأكبر شريان يتفرع من الشريان السباتي المشترك الأيمن والشريان تحت الترقوة الأيسر. يُقدِّم هذا الشريان الدم إلى الجزء العلوي الأيمن من الصدر والذراع اليمنة والعنق والرأس عبر فرع يُدعى الشريان الفقريّ الأيمن. يندمج الشريانان الفقريان الأيمن والأيسر ويُكوِّنان الشريان القاعديّ ويُعطي هذا بدوره الشريان المخيّ الخلفيّ، الذي يُزوِّد معظم الدماغ بالدم المؤكسج. جديرٌ بالذكر أن الشريان المخي الخلفي والشريان الموصل الخلفيّ يشتركان في حلقة ويلس.
ينقسم الشريان السباتي المشترك الأيسر ليُشكِّل: الشريان السباتي الباطن والشريان السباتي الظاهر. يُروِّي الشريان السباتي الباطن الدماغ، بينما يُقدِّم الشريان السباتي الظاهر الوجه والعنق.
يُشكِّل كلٌ من الشريان تحت الترقوة الأيسر و الشريان تحت الترقوة الأيمن كلٌ على جانبه الشريان الصدريّ الباطن والشريان الفقريّ والجذع الدرقيّ الرقبيّ والجذع الضلعيّ الرقبيّ. يُصبح الشريان تحت الترقوة شرياناً إبطيّاً عند الحافة الوحشيّة للضلع الأولى. كما يروّي الشريان تحت الترقوة الأيسر الجزء العلوي الأيسر من الصدر والذراع الأيسر.

### الحاجز الدمويّ الدماغيّ
الحاجز الدموي الدماغي عبارة عن غشاء نصف نفوذ يتحكَّم بإمكانية تسرُّب المواد عبر الشعيرات الدمويّة في جهاز الدوران. في معظم أجزاء الجسم، تُدعى أصغر الأوعية الدمويّة بالشعيرات وتكون هذه الشعيرات مُبطَّنة بخلايا بطانيّة، وتكون المسافات بين هذه الخلايا البطانيّة صغيرة للغاية، لذا لا يمكن أن تتحرك المواد بسرعة بين داخل وخارج هذه الشعيرات. ولكن ليس هذا حال الدماغ. في الدماغ، تتناسب الخلايا البطانيّة بإحكام معاً لتجعل المواد غير قادرة على المرور من مجرى الدم.
تُشكِّل خلايا دبقية متخصصة تُدعى الخلايا النجميّة هذا الوصل المحكم أو الحاجز الواقي حول الأوعية الدموية الدماغية وقد تكون مهمة في تطوير الحاجز الدموي الدماغي. كما قد تكون الخلايا النجمية مسؤولة عن نقل الأيونات (الشوارد) من الدماغ إلى الدم.

### عودة الدم
يعود الدم من الدماغ والعنق عبر: (1) من داخل القحف عبر الأوردة الوداجية الباطنة كاستمرار للجيب السينيّ، تنزح الأوردة الوداجية الظاهرة الأيمن والأيسر من الغدد النكفية والعضلات الوجهية والفروة إلى الأوردة تحت الترقوة. بينما تنزح الأوردة الفقرية الأيمن والأيسر الفقرات والعضلات إلى الوريد تحت الترقوة الأيمن وإلى الوريد الأجوف العلويّ، ومن ثُمَّ باتجاه الأذين الأيمن في القلب.

## الجهاز اللمفي
ينزح الجهاز اللمفي الرأس والعنق من خلال السائل الخلالي الزائد عبر الأوعية اللمفية أو الشعيرات، على قدم المساواة إلى القناة اللمفية اليمنى والقناة الصدريّة.
تتوضع العقد اللمفية بجانب العمود الفقري وفي مناطق العنق بالإضافة إلى الوجه والفك السفليّ.
كما تعتبر اللوزتين نسيج لمفاوي يساعد على التوسط في هضم العوامل الممرضة.
تتضمن اللوزات عند البشر، بدءاً من الأعلى إلى الأسفل: اللوزات الأنفية البلعومية (تُعرف أيضاً بالزوائد الأنفية أو اللحميات الأنفية) واللوزات الحنكية واللوزات اللسانية.
تُعرف هذه المجموعة من النسيج اللمفاوي بالحلقة اللوزيّة أو حلقة فالدير.

## الجوف الفموي
الفم، يُدعى أيضاً بالجوف الفموي أو الجوف الشدقيّ هو المدخل إلى الجهاز الهضميّ يحتوي على أعضاء أولية وإضافيّة للهضم.
تطور الفم ليدعم المضغ والبلع والكلام.
كما يحتوي الفم على صفين من الأسنان يدعمهما عظام وجهيّة في الجمجمة، وهي الفك العلويّ في الأعلى والفك السفليّ في الأسفل.
تُحاط الأسنان باللثة وهي جزء من دواعم الأسنان وهو نسيج داعم للجوف الفمويّ.
بالإضافة للأسنان، فهناك بنى أخرى تساعد على المضغ وهي الشفتين والشدقين واللسان والحنك الصلب والحنك الرخو وأرضية الفم.

### الأسنان
يمتلك البشر عادةً صفين من الأسنان يُدعيان بالتسنُّن الأوليّ أو الأسنان الساقطة والتسنُّن الثاني أو الأسنان الدائمة.
السن هو أقسى مادة معروفة في الجسم، حيث تكون أقسى من العظام كثافةً وقوّةً. كما تُضفي طبقة المينا قوة كبيرة على بنية السن. وتتضمّن عملية تشكيل السن المتنامي عمليتي تكوُّن العاج وتكوُّن المينا. تنبثق الأسنان في الفم من اللثة في عملية تُدعى البزوغ. تبدأ عملية تشكيل الأسنان في مراحل التطوُّر الجنيني الباكر وتمر خلال ست مراحل:
- (1) مرحلة البدء، الأسبوع 6-7
- (2) مرحلة البرعم، الأسبوع 8
- (3) مرحلة القلنسوة، الأسابيع 9-10
- (4) مرحلة الجرس، الأسابيع 11-12
- (5) المقاربة
- (6) مرحلة النضج

يكون المينا في الأسنان أبيضاً في البداية، ولكنه مُعرَّض للتصبُّغ من تناول القهوة واستخدام السجائر. أيضاً تتوضّع الأسنان في حجرة مخصة تُدعى المَرتَج. يُثبَّت السن في مكانه برباط داعم للسنّ، بمساعدة الملاط.
يُدعى الجزء الأبيض المرئي من السن بالتاج. وتدعى البوارز المدوَّرة العلويّة لظهر السن بالشُرَف. ويُدعى الجزء الأبيض الخارجيّ الصلب المُغطِّي للسن بالمينا. يستدقّ السن تحت اللثة، ويُشكِّل عنق السن. وتحت العنق، يندخل السنّ ضمن العظم، ويُدعى عندها بجذر السن. تتألف الأجزاء الداخليّة من السن من العاج وهو نسيج شبيه بالعظمي، وحجرة اللُّب الذي يكون منطقة نسيجيّة رقيقة تحتوي على العصب والأوعية الدمويّة المغذية للسن، وتتوضّع هذه الحزمة الوعائية العصبيّة ضمن جزف اللُّب.
تتباين أشكال الأسنان مما يمنحها تنوُّعاً بالوظائف. على سبيل المثال، عند المضغ تعمل الأسنان العلويّة مع الأسنان السفليّة ذات الشكل الواحد لقضم ومضغ وتمزيق الطعام. أسماء هذه الأسنان هي:
- (1) القواطع، يوجد ثماني قواطع تتوضَّع في مقدمة الفم (أربعة من الأعلى وأربعة من الأسفل). تمتلك هذه الأسنان تيجان حادة ذات شكل إزميل ووظيفتها تقطيع الطعام.
- (2) الأنياب (أو الأسنان الكلبيّة)، هناك أربعة أنياب وتتوضّع وحشيّ القواطع في كل جهة. تمتلك الأنياب حافة مدببة وظيفتها تمزيق الطعام.
- (3) الضواحك (أو ثنائية الشُرَف)، هناك أربعة أزواج من الضواحك تتوضَّع وحشي الأنياب في كل جهة. وظيفة الضواحك هَرس وتمزيق الطعام
- (4) الأضراس (أو الرحى)، هناك اثنتي عشر ضرساً، تتوضّع في مجموعات تتألف كل مجموعة من ثلاثة أضراس في مؤخرة الفم. تمتلك الأضراس سطوح عريضة تساعدها على طحنالطعام.

يمتلك البالغون 32 سناً دائماً، بينما يمتلك الأطفال 20 سناً ساقطاً.

### الغدد اللعابية
هناك ثلاث مجموعات من الغدد اللعابية: النكفية وتحت الفكية وتحت اللسانية. تفرز هذه الغدد (خارجية الإفراز) اللعاب لتمزج الطعام بشكل مناسب بالإضافة إلى أن اللعاب يحتوي على إنزيمات تساهم في بدء الهضم الكيميائي للطعام.
يساعد اللعاب أيضاً على تجميع الطعام على شكل بُلعات (الطعام الممتزج الذي يُشكِّل مقدار ما يبلع مرة واحدة) التي ستُبلع بعد عملية المضغ.
يتركّب اللعاب بشكل أساسي من الماء والأيونات والأميلاز اللعابي والليزوزيمات وكميات زهيدة من اليوريا.

### دواعم الأسنان
تتضمن دواعم الأسنان كل الأغشية الداعمة للبنى السنيّة التي تحيط بالسن وتدعمه كاللثة وسطوح الاتصال والأغشية.
تتضمن هذه الدواعم أنسجة ظهاريّة (ظهارة) وأنسجة ضامة (أربطة وعظام) ونسيج عضليّ ونسيج عصبيّ.

### اللسان
اللسان عضلة هيكليّة متخصصة تأقلمت لنشاطات الكلام والمضغ وطوَّرت حساً ذوقياً وتأقلمت للبلع أيضاً.
يحتوي اللسان على مجموعتين من العضلات، داخلية وخارجية. تساهم الداخلية في إعطاء شكل اللسان، بينما تساهم الخارجية في تحريك اللسان.
يرتبط اللسان بالعظم اللاميّ.
تشير مصطلحات Golsso و Lingual إلى اللسان.

### المخاطية
تستمر الأغشية المخاطية التي تحمي الجوف الفمويّ بمخاطية السبيل الهضميّ.
تُبطِّن المخاطية أجواف الفم والأنف والصماخ السمعي الظاهر (الأذن)، مانحةً هذه الأجواف تشحيماً وحماية ضد العوامل الممرضة.
تكون المخاطية في الفم ظهارة مسطّحة مُطبَّقة تحتوي على ثلاث طبقات تقريباً من الخلايا.
تُحمى الشفتان أيضاً بخلايا حسيّة متخصصة تُدعى بجسيمات مايسنر.
تُدعى خلايا جوف الفم الداخليّ بالمخاطية الشدقيّة.

## الجهاز العصبي
يتكون الجهاز العصبيّ من جهاز عصبيّ مركزيّ وهو الدماغ والنخاع الشوكيّ وجهاز عصبيّ محيطيّ هو الأعصاب القحفيّة والأعصاب الشوكيّة. يقع الجهاز العصبيّ المركزيّ داخل جوف ظهريّ أما الجهاز العصبيّ المحيطيّ فيمتد خلال جوف بطنيّ. يمنح الجهاز العصبيّ المركزيّ التحكُّم والتنسيق لجميع أجهزة الجسم الإحدى عشر ويستخدم كذلك الجهاز الصماويّ لتشكيل للمرسالات الكيميائية الهرمونيّة التي تنتقل عبر الدم للتأثير في نشاط الخلايا الفرديّة في الجسم والأنسجة المرتبطة بها والأعضاء والأجهزة.
يتلقى الجهاز العصبي المركزي المدخلات الحسيّة (الواردة) من الجهاز العصبيّ المحيطيّ ويوجه تدفّق المعلومات إلى عصبونات مشاركة (عصبونات بينيّة) ليخلق استجابات تشابكيّة كيميائية والتي بدورها تُؤيد إلى تشكيل استجابة محركة (عصب صادر) لهذا المنبّه. تتوضع العصبونات المشاركة في المادة الرمادية للنخاع الشوكيّ والدماغ.
يُحمى الجهاز العصبيّ المركزيّ بواسطة القحف والعمود الفقريّ والسحايا والسائل الدماغي الشوكيّ. جديرٌ بالذكر أن النخاع الشوكيّ عبارة عن امتداد كبير من الدماغ. ينضم النخاع الشوكيّ لجذع الدماغ عند قاعدة الجمجمة وتحديداً عند الثقبة العظمى. تتأثر معظم وظائف الرأس والعنق بشكل مباشر بالدماغ وتنتقل هذه الوظائف إلى الجهاز العصبيّ المحيطيّ عبر الأعصاب القحفيّة والأعصاب الشوكيّة للقسم الرقبيّ للنخاع الشوكيّ.
يندرج تحت الجهاز العصبيّ المحيطيّ تقسيمين فرعيين:
- الجهاز العصبيّ الجسديّ. يرتبط بالتحكُّم الإرادي بحركات الجسم من خلال عمل العضلات الهيكليّة ومن خلال استقبال المنبهات الخارجيّة.
- الجهاز العصبيّ الذاتيّ. يُقسم الجهاز العصبيّ الذاتيّ إلى جهازين فرعيين: الجهاز العصبيّ الوديّ والجهاز العصبيّ نظير الوديّ. يمتلك الجهازين العصبيين الوديّ ونظير الوديّ غالباً تأثيرات متعاكسة في الأعضاء ذاتها أو الأجهزة الفيزيولوجيّة، جديرٌ بالذكر أن الجهاز العصبيّ الذاتيّ هو العامل الرئيسي في تحقيق الاستتباب.

### الأعصاب الشوكيّة
تنشأ الأعصاب الشوكيّة من النخاع الشوكيّ. يُدعى القسم العلوي من النخاع الشوكي بالقسم الرقبيّ، وهو يحتوي الأعصاب التي تُعصِّب عضلات الرأس والعنق والجوف الصدريّ بالإضافة إلى أنها تنقل المعلومات الحسيّة من هذه المناطق إلى الجهاز العصبيّ المركزيّ.
يحتوي القسم الرقبيّ من العمود الفقريّ سبع فقرات يُرمز لها بالرمز "C" الحرف الأول من كلمة "Cervical" التي تعني رقبيّ أو بالرمز «ر» التي تشير إلى الحرف الأ، ل من كلمة «رقبي» ويُضاف إلى جانبها رقم بدءاً من 1 إلى 7، أما أزواج الأعصاب الرقبيّة فثمانية ويُشار إليها بالرموز "C" أو «ر» وبالأرقام من 1 إلى 8.
هناك تشكيل من شبكة واسعة من مجموعات أعصاب أو سُبُل ترتبط بالحبل الشوكيّ في ترتيب يُدعى فروع أو ضفيرة.
تشمل الفروع الحسيّة للأعصاب الشوكيّة: القذاليّ الصغير (C2)، والأذني الكبير (C2 و C3)، والرقبيّ المعترض (C2 و C3)، وفوق الترقويّ (C3 و C4). ومجموعات الأعصاب هذه تنقل المعلومات الواردة (الحسيّة) من الفروة والعنق والأكتاف إلى الدماغ.
بينما تتضمن الفروع الحركيّة للأعصاب الشوكيّة: العروة الرقبيّة التي تنقسم إلى جذر علويّ (C1) وجذر سفليّ (C2 و C3) وعصب حجابيّ (C3 و C4 و C5) وفروع الشدفات العصبيّة (C1 وحتى C5). تنقل مجموعات الأعصاب هذه المعلومات العصبيّة الصادرة (المحركة) من الدماغ إلى مجموعات عضلات الفروة والعنق والحجاب الحاجز والأكتاف.
بالإضافة إلى ذلك هناك الضفيرة العضدية (C5 و C6 و C7 و C8 و T1) التي تزوّد كامل الكتف والطرف العلويّ بالتعصيب، وتتضمّن فروع فوق ترقويّة (ظهري كتفي وفوق كتفي وصدري طويل) وحبل جانبيّ (عضلي جلدي وجلدي وحشي للجلد الأمامي للعضد وجلدي أنسي للجلد الأمامي للعضد وجلدي عضدي أنسي) وحبل خلفيّ (إبطي وكعبري) تتحكَّم بالذراع.
إن أذية الحبل الشوكي عند الإنسان فوق مستوى الفقرة الرقبية الخامسة يؤدي إلى توقف الجهاز التنفسيّ والموت إذا لم يتم التداخل الطبيّ.

## الجهاز الصمَّاويّ
يكون الجهاز الصمَّاوي تحت الإشراف المباشر من الجهاز العصبيّ، باستخدام مبدأ التلقيم الراجع السلبيّ للاستباب، وذلك لتصنيع الهرمونات التي تقوم بدور رسائل كيميائية. يتصل الوطاء بشكل مباشر بالغدة النخامية، ويتضمن هذا الاتصال اتصالاً عصبياً ودموياً. أيضاً، فإنه داخل القحف تتحكَّم الغدة النخامية، التي ترتبط بالوطاء، تتحكَّم بإيقاع الجسم خلال الأربع وعشرين ساعة بما يعدى بالنظم اليوميّ وذلك عبر إطلاق الميلاتونين. جديرٌ بالذكر أن يُطلق على الغدد الصم اسم الغدد عديمة القناة وذلك لأنها لا تمتلك قناة تلقي فيها مفرزاتها وإنما تلقي بهم مباشرة في الدم.
تُفرز 'الغدة النخامية هرمونات تؤثر بشكل مباشر على الجسم بالإضافة إلى هرمونات ذات تأثير غير مباشر على الجسم تتحكَّم بوظائف الجسم وذلك عبر تفعيلها لغدد صم أخرى كقشر الكظر (عبر هرمون ACTH) والغدة الدرقية (عبر هرمون TSH). فهاتان الغدتان الصماويتان تطلقان مفرزاتهما عند تُحرَّضان بهرمونات الغدة النخامية سابقة الذكر.
تمتلك الغدة النخامية فصين، أمامي وخلفي. يُفرز الفص الأماميّ: هرمون النمو GH والهرمون الملوتن LH والهرمون المنبِّه للجريب FSH والهرمون المنبِّه لقشر الكظر ACTH والهرمون المنبِّه للغدة الدرقيّة TSH والبرولاكتين PRL، بينما يفرز الفص الخلفيّ: الهرمون المضاد للإبالة ADH والأوكسيتوسين OT. بالإضافة إلى وجود فص متوسط، يكون في البالغ عبارة عن طبقة رقيقة من الخلايا بين النخامي الأماميّة والخلفيّة، ويكن تمييزه تقريباً من الفص الأمامي للنخامى. ينتج الفص المتوسط من الغدة النخاميّة الهرمون المنبّه للخلايا الميلانينيّة MSH.
هناك أيضاً في العنق الغدة الدرقيّة والغدد جارات الدرق، التي تفرز هرمونات تتحكَّم بالاستقلاب ومستويات كالسيوم الدم. تتوضَّع الغدد جارات الدرق الأربع أعلى السطح الظهريّ (الخلفيّ) من الغدة الدرقيّة.

## الجهاز التنفسي
يشتمل الجهاز التنفسيّ على:
- (1) الجوف الأنفي لتنقية وترطيب وتدفئة الهواء
- (2) البلعوم أو الحلق وهو عبارة عن النقطة المشتركة بين جهازي التنفس والهضم
- (3) الحنجرة أو صندوق التصويت الذي يحتوي على لسان المزمار
- (4) الرغامى أو القصبة الهوائية
- (5) القصبات وهي أنابيب التنفُّس في الرئتين
- (6) الرئتين وهما عضوا التنفُّس الرئيسيّين
- (7) الأغشية التنفسيّة تتألف من الأسناخ وشبكة الأوعية الشعرية المحيطة بالسنخ والتي تتفرع من العروة الرئوية من جهاز الدوران

بين الجهازين التنفسيّ والهضميّ مسار حرج تفصلهما صفيحة غضروفية تُدعى لسان المزمار الذي ينغلق خلال البلع لمنع دخول الطعام إلى سبيل التنفُّس. في الحالة الطبيعيّة يكون لسان الزمار مفتوحاً لدعم التنفُّس وتنغلق خلال البلع فقط لمنع الطعام والشراب من دخول الرغامى وتحريض منعكس التهوُّع وبدء آلية الاختناق.
يشارك جهاز التنفس في التهوية والتنفُّس الخلويّ. ويُعتبر قيام جهاز التنفُّس بواظائفه خلال الإجراءات الفموية والجراحات عامل هام لرعاية المريض. فإذا ما توقَّف المريض عن التنفُّس سيحدث قصور قلبيّ (فشل قلبيّ) لال 4 إلى 6 دقائق، وعندها ينبغي استخدام الإنعاش القلبيّ الرئويّ والقيام بتنفُّس صناعي لإنقاذ المريض.
قد تُشكِّل الأمراض الأخرى مصدر قلق للعاملين بمجال الرعاية الصحيّة، وتتضمن هذه الأمراض: الإنفلونزا والصمة الرئوية والتليُّف الكيسيّ ومتلازمة الضائقة التنفُّسيّة ومتلازمة الضائقة التنفسيّة الحادة.

## الجهاز اللحافي
يشتمل الجهاز اللحافي على الجلد وملحقاته كالشعر والأظافر والغدد العرقيّة والغدد الزُهمِيّة (الدهنيّة) والأعصاب الحسيّة.
يتكون الجلد من ثلاث طبقات: البشرة والأدمة وتحت الأدمة.
تتكوَّن البشرة من ظهارة مسطَّحة مطبَّقة وتُقسم بدورها إلى خمس طبقات فرعيّة أو طبقات، مُرتَّبة من أعلى إلى أسفل (من السطح إلى العمق) وهي:
- الطبقة المتقرِّنة
- الطبقة الصافية
- الطبقة الحبيبيّة
- الطبقة الشائكة
- الطبقة المنتشة التي تُدعى أيضاً الطبقة القاعديّة. الطبقة القاعدية قادرة على التكاثر عبر الانقسام الخيطيّ.

### الاستجابة الالتهابية
تُعتبر خلايا الطبقات العميقة من الجلد في الأدمة وتحت الأدمة نمط خاص من النسيج الضام وهو النسيج الضام المهلل، والذي يتوسط الاستجابات الالتهابية. يشتمل النسيج الهللي على ألياف الكولاجين والألياف المرنة ويحتوي عدة خلايا التي تكون في مطرق النسيج. تُطلق هذه الخلايا، عندما تتأذى، تُطلق عوامل كيميائية وميكانيكيّة والتي تُمثِّل إشارة للجهاز المناعيّ لبدء عمله وتدمير العوامل الممرضة الغازية وإصلاح النسيج. تشمل الخلايا البالعات الكبيرة والخلايا البدينة وأرومات الليف والخلايا البلازمية.
عندما تحدث صدمة في النسيج فإن البالعات الكبيرة تلتهم العديد من العوامل الممرضة الغازية قدر الإمكان وتقوم بنتظيف النسيج المتأذِّي. بينما تطلق الخلايا البدينة الهيستامين والهيبارين اللذان يساعدان على بدء الاستجابة الالتهابية. بينما تساعد أرومات الليف على إصلاح أو استبدال الأجزاء المتضررة من المطرق، فيما تكون الخلايا البلازمية قادرة على إنتاج الأجسام المضادة لتدمير العامل الممرض.
ينتج جهاز الاستجابة الالتهابية أربع إشارات متمايزة للتفعيل: الاحمرار والتورُّ والحرارة والألم. عندما تظهر هذه الإشارات الأبع في موقع ما فإنها تشير إلى التهاب في هذا الموضع. جديرٌ بالذكر أنه عند حدوث تفاعلات التهابية واسعة الانتشار تُدعى حينها بالالتهاب الجهازيّ أو الصدمة التأقيّة.

## المظهر السنيّ
المعرفة الدقيقة بتشريح الرأس والعنق مطلوبة في اختصاص جراحة الأسنان ولطلاب طب الأسنان. حيث تسمح معرفة تشريح الأعصاب والبنى الحيوية الأخرى في الرأس لطبيب الأسنان بإجراء التشخيص والجراحة المناسبين. على سبيل المثال، يمكن أن يتسبب السن المصابة بالعدوى في حالات نادرة بانتشار العدوى مما يؤدي إلى خُثار الجيب الكهفيّ التهاب المنصف وذُباح لودفيغ مما يؤدي إلى انغلاق الطرق التنفسيّة. أي من هذه الحالات الجنينيّة المحتملة قد تحدث اعتماداً بشكل كبير على تشريح الرأس والعنق.

## ارتباطات سريرية
جميع الظروف السريرية المرتبطة بتشريح الرأس والعنق وبناهما في جسم الإنسان
- كسور لوفور في الجمجمة
- بَيغ الوجنة
- الفروة
- الكدمة
- ورم دموي رأسي
- العَرَة المؤلمة
- عدوى الهربس النطاقيّ في عقدة ثلاثي التوائم
- شلل العصب الوجهيّ
- داء لايم (التهاب مع صداع وتيبُّس في العنق)
- التهاب الوريد الخثاري
- التهاب السحايا الرقيقة
- البَرَدات (أكياس من الغدد الزُهميّة لجفن العين كبردات الكعب)
- الجُدجُد (الشعيرة): تورُّم مُقيِّح يعود لتضيُّق في قناة الغدد الدمعيّة
- التبيُّغ في الملتحمة بسبب تهيُّجها
- العيون الوردية (التهاب الملتحمة) بسبب عدوى
- انفصال الشبكية
- التهاب المقلة (التهاب في المقلة يؤدي إلى العمى)
- الوذمة الحليمية
- التَحْدَمِيّة (نزف في الحجرة الأمامية لكرة العين)
- الزرق
- متلازمة هورنر (تَدَلِّ للجفن وتقبُّض للحدقة وتوسُّع وعائي وفقدان للتعرُّق)
- سرطانة لسانيّة
- التهاب الأنف
- الرُعاف
- التهاب الجيوب
- التهاب الأذن الظاهرة
- التهاب الأذن الوسطى
- التهاب الخُشَّاء
- داء الحركة (داء السفر)
- احْتِداد السمع
- داء مينيير
- التهاب الأذن بالرَّضْح الضَغْطِيّ

## معرفة الأمراض
ينبغي أن يتمرَّن عاملو الرعاية الصحيّة على الحذر عند القيام بإجراءات الرعاية الصحيّة على المرضى. ينصح مراكز التحكُّم ومنع الأمراض بالاحتياطات العالمية للرعاية الصحية وهي احتياطات معيارية للحماية الذاتية.
هناك عدة عداوى حيوية تؤثر على الفم والشفتين والجوف الفموي وتتضمن:
- (1)فيروس نقص المناعة البشرية HIV ومتلازمة عوز المناعة المكتسب AIDS. قد لا تكون آفات الفم مرئية، ولكن سوائل الجسم هي مصدر العدوى.
- (2)عداوى حيوية أخرى قد يكون من السهل الإصابة بها ومن الصعب الشفاء منها: فمثلاً فيروس التهاب الكبد B وفيروس التهاب الكبد C وفيروس الهربس البسيط من النمط |. وفيروس الهربس البسيط من النمط || (الهربس التناسليّ). قد تكون العدوى الحيويّة كآفة على الشفتين. قد يؤدي الاتصال المباشر بين الجلد والجلد إلى الإصابة بالعدوى.

قد يكون للسرطان الفمويّ رابط فيروسيّ.
- (3)العدوى الفيروسية الصغيرة وتتضمن: النُكاف وهو عدوى فيروسية تصيب الغدة النكفيّة اللعابيّة. السعال الديكيّ وهي أيضاً عدوى فيروسيّة قد تنتشر في الفم.
- (4)تتضمن الأمراض الأخرى: التهاب اللّثّة وأمراض دواعم الأسنان والأشكال الفمويّة من السيفلس والسيلان. بالإضافة إلى تسوس الأسنان. عدوى السلاق الفطريّة (داء المبيضات). بالإضافة إلى التهاب اللوزات وهو التهاب في اللوزات قد يؤدي إلى التهاب حلق وحمى، وفي الحالات المزمنة يصبح من الضروري استئصال اللوزات.
- (5)أمراض المفصل الصدغيّ الفكيّ السفليّ.
- (6)أمراض المناعة الذاتية: مثل داء كرون في جوف الفم.

لذا فإن الملاحظة الدقيقة لجوف الفم والأسنان واللثة قد تكشف عن مؤشرات لأمراض عديدة. مثلاً، إذا عانى الشخص من اضطراب في الأكل كالشره العصبيّ قد تظهر علامات على الأسنان وتآكل لثة.

## روابط خارجية
- مقطع من منهج دراسيّ أساسيّ: مراجعة في التشريح من جامعة بايلور الطبية
- مقطع من منهج دراسيّ أساسيّ: مراجعة في التشريح: العظم الصدغي والأذن من جامعة بايلور الطبية
- التشريح السنيّ من جامعة ولاية كولورادو
- علم الأعصاب للأطفال من جامعة واشنطن
- نسيج دواعم الأسنان من جامعة بيتسبورغ